# Tania Zaetta
Tania Zaetta (Merbein (Victoria), 17 november 1969) is een Australische stuntvrouw en actrice.
Zaetta verwierf bekendheid in Australië in de televisieshow Who Dares Wins (1996-2001). Dat was een spelprogramma waarin deelnemers prijzen konden winnen door aan bepaalde uitdagingen te voldoen. Daarna speelde ze een gastrol in de Baywatch spin-off 'Baywatch Hawaii' en in de Australische comedyserie Pizza (2000-2001). In 2002 maakte Zaetta haar opwachting in een Indiase versie van Who Dares Wins, waarna ze in 2005 kleine rolletjes speelde in de Indiase Bollywoodfilms Salaam Namaste en Bunty Aur Babli.
In Nederland en België was de Australische te zien in het televisieprogramma Mission Implausible op Discovery Channel. Daarin nam ze het op tegen autocoureur Jason Plato in op stunts gebaseerde wedstrijden.